# Giethoorn
Giethoorn (dolnoněmecky Gieteren nebo Gietern) je městečko v Nizozemsku, které je nazýváno "Benátkami severu", nebo také "Nizozemskými Benátkami". Město bylo založeno ve 13. století a v současné době v něm žijí necelé 3 tisíce obyvatel.
V současné době je v celé historické části zakázáno používat auta (stejně tam žádné cesty nejsou) a všechny statky jsou přestavěny na normální domy.

## Galerie

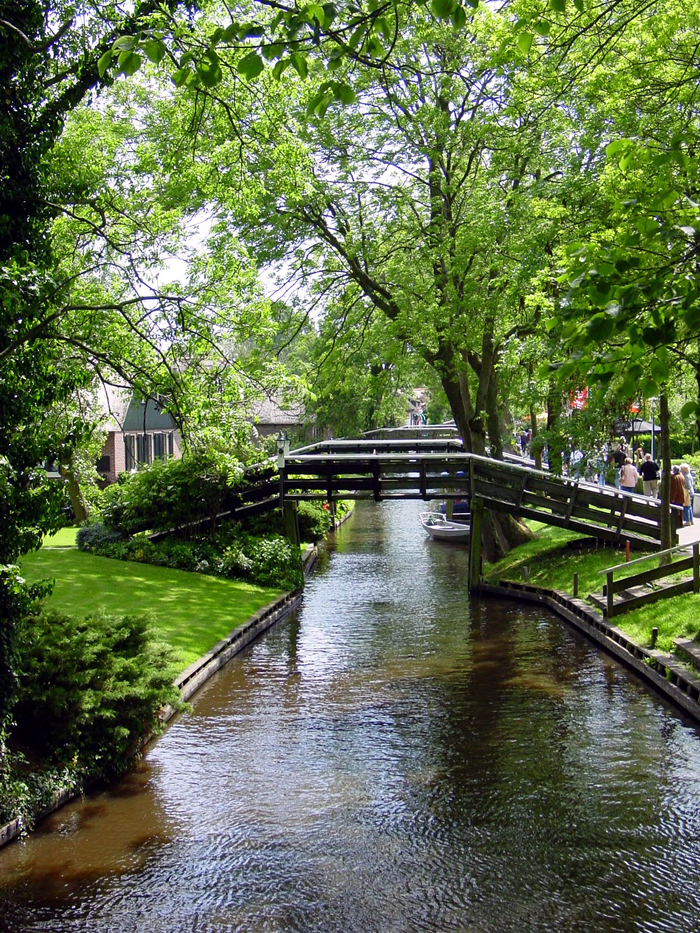
Most přes kanál
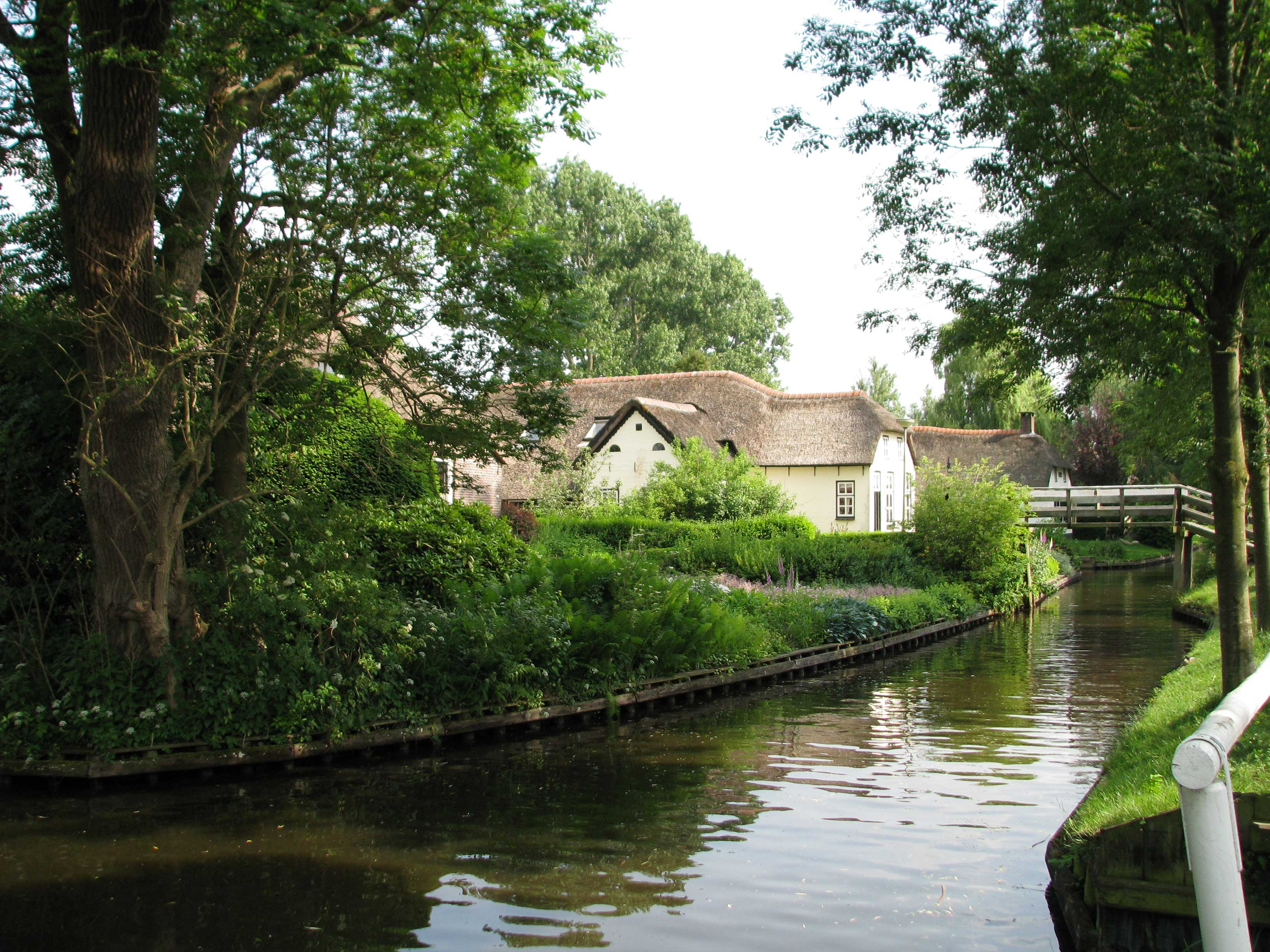
Giethoorn